# カウラ事件
カウラ事件（カウラじけん）（Cowra breakout）は、第二次世界大戦時の1944年8月5日に、オーストラリア連邦ニューサウスウェールズ州カウラで起こった日本軍捕虜脱走事件。
捕虜収容所の脱走事件としては、史上最多の人数（日本人収容者数1,104名の内、545名以上）と見られる。死者数235名（オーストラリア人4名、日本人231名）、日本人負傷者数108名。

## キャンプ
カウラ第12戦争捕虜収容所（No.12 Prisoner of War Compound、正式名称：Cowra PW and I Group、Prisoners of War and Internees Group）はニューサウスウェールズ州の州都シドニーから西250kmに位置する町、カウラの中心部から北東へ3.2kmの郊外地域に位置した。第12捕虜収容所は、1947年のイタリア人・日本人本国送還まで運営された。
収容所の敷地は12角形（直径約600m）をとっており、90度角で4ブロックに分かれていた。
- Aブロック（北西）：イタリア人
- Bブロック（北東）：日本人下士官兵、軍属（北部域にオーストラリア軍の敷地があった）
- Cブロック（南東）：イタリア人
- Dブロック（南西）：日本人将校、台湾人、朝鮮人

## 収容捕虜
収容捕虜：枢軸国捕虜（イタリア人、日本軍に従事していた日本人と朝鮮人）・被拘束市民（オランダ領東インド政府により拘束されていたインドネシア人）約4,000名が収容されていた。1944年8月時点、オーストラリア国内の捕虜数は、2,223名の日本人捕虜（544名の海運業者を含む）、イタリア人捕虜（北アフリカ戦線より）14,720名、ドイツ人1,585名（海軍、海運業者）この内、1,104名の日本人がカウラ収容所にいた。
日本軍捕虜は1943年1月から入れられた。最初に入ったのはヘイ収容所から移送された豪州捕虜第1号の豊島一、次に捕虜となった高原希国など6名で、その後もしばらくはポートモレスビー作戦やラビの戦いで捕虜となった海軍航空兵が中心であったが、間もなくビスマルク海海戦やブナの戦いなど、ニューギニア方面での戦闘で捕虜になった陸軍が大半を占めるようになる。
捕虜たちは、トマトやブドウの栽培、薪の為の伐採といった、農業を行っていた。また警備は緩く、オーストラリア軍は負傷者・栄養失調者などを含む捕虜に、手厚い看護・介護を施した。日本人は人気の高い野球、相撲、麻雀などのリクリエーション活動が自由に許され、野球のバックネットを運動場に建てる写真が残されている。
インドネシア人捕虜については当時、オランダ領東インド政府下にあったインドネシアでは、オランダからの独立を求めるナショナリストたちはイリアンジャヤ（オランダ・ニューギニア）の収容所に1927年以来、捕囚されていた。しかし日本軍の占領行動により、オランダ政府は彼らが日本軍へ参軍するのを危惧して、オーストラリア政府へ収容を依頼した。オーストラリア政府は、オーストラリア憲法に違反するために解放。彼らにとってより適した気候のクイーンズランド州で農業を自由に行う。終戦後、インドネシアへ帰国した。

### 警備
1943年2月、ニュージーランドのフェザーストン捕虜収容所（日本人の捕虜収容所）で日本人捕虜が暴動を起こした（フェザーストン事件）ため、カウラ収容所も警備の強化が行われる。この際に、年配の退役軍人や、前線勤務には健康状態が適合しないと評された若者などで構成される、第22守備大隊（22nd Garrison Battalion）を整備。周囲の監視、作業班の監督を任務とした。この市民兵第22守備隊には、ヴィッカース機関銃とブレンガン（ともにイギリス・イギリス連邦軍により使用されていた自動火器）が配備された。

## 日本人捕虜の状態
運営は捕虜側による自治が認められており、「団長」（キャンプリーダー）を中心に補佐する数人が「事務所」（オフィス）に詰めて豪州側との連絡に当たり、事件直前にはその下に40名の班長がいた。その自治は最古参の豊島を中心に前田、永友、伊藤、柿本ら下記の海軍航空兵組が取り巻いていたが、比重が高まった陸軍より牢名主的であるとの批判が高まった。一方、彼ら陸軍下士官兵は飢餓や病気だったところを入院生活を経てカウラに来た者が多く、豊島ら海軍組から「ハングリー・ボーイ」と蔑まれていた。選挙の結果、数に勝る陸軍によって海軍航空兵組は失脚したが、英語に秀でる豊島は交渉役に欠かせず、三役の一人として留まった。捕虜は主に豪州兵への協力を拒み、労役拒否を貫こうとする強硬派と、それに反する穏健派に分かれていた。
以下、事件前後におけるBブロックの主要人物を挙げる。
- 豊島一 - Bブロック初代団長。捕虜番号110001。偽名は南忠男、中攻射手の兵曹長と名乗っていた[5]。飛龍航空隊零戦隊第1小隊所属、一等飛行兵。香川県勝間村（現三豊市）出身、操練56期。2月19日、ポート・ダーウィン空襲で被弾しメルヴィル島のスネーク湾に不時着、23日捕虜。零戦搭乗員となる前は信号兵で、喇叭の心得がある。豪州で英語を習得し、団長を退いたのちも交渉役として地位を保っていた。なお捕虜になって間もない頃、脱走騒ぎを起こしている。強硬派であったとも、穏健派であったともいわれる[6]。
- 高原希国 - 第1班所属。偽名は高田一郎、軍属で妙見丸船員と名乗っていた[7]。東港空大艇隊所属一飛曹、97大艇偵察員。兵庫県姫路市出身、甲飛2期。2月15日、ティモール島増援に向かう米豪合同船団に触接中、米第3追撃機中隊所属のP-40（ロバート・J・ブエル中尉搭乗機）と相打ちで撃墜され、同乗者のうち生存した古川欣一二整曹(偽名：山下清)、沖本治義一飛曹(同：伊野治)、天本正好三整曹（天野）、平山一飛曹（平田一夫）の4名とともに[注釈 1]メルヴィル島を漂流、3月3日に捕虜となった。中学校を卒業したため、豊島ほどではないがある程度英語の心得があり、事件後は豊島の代理で通訳を行う。戦後は投資家として活躍した。また、戦後も沈黙を守る元捕虜が少なくない中、積極的にインタビューに応じた。賛成票を投じたが、本心は反対であった[8]。
- 前田芳光 - 捕虜番号110008[9]。偽名はオキ・ヒデオ。第四航空隊所属、三飛曹。愛媛県出身、甲飛4期。4月28日、ポートモレスビー南東のロドニー岬付近で不時着、5月6日捕虜[10]。事件後、1週間荒野を彷徨ったのち捕らえられた[11]。
- 永友勝明 - 捕虜番号110015。偽名はナガトモ・カツロウ。第四航空隊所属、一等飛行兵。宮崎県出身。2月28日、ポートモレスビーで不時着[10]。事件当日死亡。
- 伊藤務 - 初代副団長。捕虜番号110009。偽名は耶麻川鉄夫、爆撃機副操縦士を名乗っていた[10]。海軍台南航空隊所属、二飛曹。愛媛県出身、甲飛4期。5月17日のポートモレスビー攻撃で第1中隊第2小隊（中隊長中島正少佐、小隊長山口馨准尉）2番機として出撃[12]したが被弾し不時着、23日捕虜[10]。豊島とは特に仲が良く[13]、強硬派の筆頭であったと言われる[11]。警備兵の制止を振り切って銃座に迫り、銃撃を2度受けるも生還[11]。戦後、中野のアンケートでも明確に賛成を示した。
- 柿本円次 - 第7班長。捕虜番号110007。本名で通す。台南航空隊第3中隊第2小隊所属、二飛曹。大分県朝日村（現日田市山田町）出身、操47期。笹井醇一や坂井三郎の部下で羽藤一志の僚機であった事もある。ラビの戦いの8月27日にミルン湾で不時着し、同日捕虜[10]。事件当日自殺。
- 小山田正実 - 捕虜番号110010。偽名は坂本トリミ、整備士の兵曹長を名乗っていた[10]。第二航空隊所属一等飛行兵、九九式艦上爆撃機射手。ラビの戦いの8月27日に第3小隊（井上文刀大尉指揮、小隊長太田淳吾飛曹長）2番機として出撃[14]、ミルン湾にて対空砲火を受け不時着し、9月2日に捕虜[15][16]。森木によれば団長であった時期もあったという[13]。経歴は不明点が多い。
- 金沢亮 - 2代目団長。偽名は金沢彰。独立工兵第51連隊所属、陸軍曹長。茨城県生瀬村（現大子町）出身[17]。ビスマルク海海戦でトロブリアンド諸島に漂着後捕虜となる[18]。団長となる事に余り乗り気でなく、後任が見つかるまでと言う条件で呑んだ[19]。足を負傷していたため、突撃には参加しなかった。
- 小島正雄 - 2代目副団長。本名で通す。第50野戦高射砲大隊所属、陸軍曹長。名古屋出身。太平火災保険から応召。ビスマルク海海戦でトロブリアンド諸島に漂着後捕虜となる。聡明で原隊にいた頃より人望が厚く、カウラに着いて間もなく副団長に推される。一方、収容所からは何か事が起これば中心にいる人物だろうとマークされていた。攻撃には加わらず自殺。豪軍の尋問には協力的で、「日本軍幹部は捕虜になるよりは死を選べと指導しているが、この方針は誤っている」と述べているほか[20]、死の直前、「バカなことをするもんだなぁ」と周囲に漏らしており[19]、穏健派であったとする見方が多い[21]。
- 堂市次郎 - 第11班長。本名で通す。海軍二等機関兵曹。1921年より7年間海軍で勤務のち日本飛行機株式会社課長であった1941年に応召[22]。ブナにて戦車砲で右足を負傷、人事不省となっていたところを豪州兵の捕虜となる[22]。足が不自由ながら事件後、五代目団長となる[23]。戦後、豪州カウラ会初代会長。
- 森木勝 - 第7班所属。偽名は木下義則、二等兵を名乗っていた[24]。森木は戦後婿養子になった後の姓で当時は森田。南海支隊歩兵第144連隊本部所属、陸軍軍曹。高知県伊野町（現いの町）出身[25]。ギルワ・ブナ地区で突撃中に銃撃を受け人事不省となっていたところを捕虜となる[26]。豊島の団長当時、事務所の陸軍代表であったが、海軍強硬派と対立し事務所を追われていた[13]。戦後カウラに関する書籍を多く出版した。賛成票を投じたが、本心は反対であった[8]。戦後、豪州カウラ会高地支部長を経て第二代会長。
- 下山義夫 - 捕虜番号147193[27]。陸軍曹長。偽名か否かは不明。調書によれば広島県出身で、デパート店員から応召[20]、中国から南方に転戦し3月ごろグロスター岬の戦いで退却中に友軍とはぐれ捕虜[20]。カウラではほぼ新入りであったが班長になる。上の者には媚び下の者には威張る陰険な性格で、他の捕虜からは嫌われていた[28]。調書では細心な性格としている[20]。班長会議にて強硬意見を主張するが、事件後生き残ったことをほかの捕虜に責められ、ボイラー室にて自殺。

この他、将校キャンプの信任者は独立工兵第51連隊所属の西尾四郎軍医大尉（偽名は塚原スエキチ）であったが、事件当時は命令違反で拘束されており、強硬派の及川晃海軍少尉が代理になっていた。将校は捕虜となった事への屈辱が下士官兵以上に強かったためか、朝鮮人・台湾人捕虜への嫌がらせや脱走騒ぎを起こすなど、下士官兵以上に強硬的な態度をとることがあった。
収容所では、"傷病者の状態改善に関する赤十字条約（ジュネーブ条約）" を日本人にも適用（当時、日本政府はジュネーブ条約を批准していない）していたが、日本人捕虜はジュネーヴ条約の条文を理解しておらず、当時の日本軍・日本人社会の “生きて虜囚の辱めを受けず（戦陣訓）” という考え方と、欧米（同じ枢軸国であったイタリアを含む）やオーストラリアの“国を代表して全力で戦った、名誉ある捕虜” という認識の相違により、オーストラリア人と日本人捕虜の間ではコミュニケーションはあまりとられなかった（戦陣訓などからなる日本軍人に固有の意識や、外交・国際関係の知識の不足による誤解が背景にある）。
例えば、アフリカからのイタリア人捕虜が頻繁に家族に手紙を書いていたのに対し、日本海軍規範に述べられているように、日本軍・日本人社会は捕虜を不名誉としていたため、捕虜になった日本兵の内7、8割は偽名を用いて登録していた（本名が本国日本に照会されて、自分の家族などが非国民の扱いを受け、村八分的差別にあう可能性を避けるため。実際、捕虜第一号となった酒巻和男少尉の家は、非国民扱いされていた）。したがって、本国にいる自分の家族に手紙を書くことは行わなかった。カウラに移送される前のレッドホルムでの尋問中、新聞に写真を出された前田がショックで自殺を図っているほか、母国に健在を知らせる放送を持ち掛けられた永友が狂乱状態に陥ったなどの事があったため、豪軍も敢えて追及は避けていた。
また、前述の待遇面に対する捕虜の受け止め方について、高原は、厚遇を受ければ受けるほど、より精神的な呵責に攻め立てられる。また同時に生きる事の価値をも感じるようになっていった。しかしこうして捕虜となることは本来許されるものではなく、郷里へ帰ろうにも帰れず、かといって帰化する事も出来ない。こうしたジレンマに加え、戦局が日々悪化していく事実は現地の新聞から読み取れていた。豪州軍に処刑されないのなら、居場所を失った以上、いつかは自分達の手で手を付けなければならないと考えながらもその機会を得られずにいた、と語る。

## 脱走

### 収容所移動から脱走計画
1944年6月3日、カウラに来て間もない朝鮮人日本兵捕虜の松本タケオより、捕虜が脱走を企てているとの密告があった。これを重く見たシドニー地区司令部は6月19日、ヴィッカース機関銃2丁を追加配備、更にカウラの収容人数が大幅に定員オーバーした事もあり、将校・下士官を除く兵士700名を、400km西に位置するヘイ（Hay, ニューサウスウェールズ州）の第8捕虜収容所に移すことを計画。通達はジュネーヴ条約第26条の規定に基づいて移送の前日に行うよう指示されたが、Bキャンプ司令官のラムゼー少佐は3日早い8月4日午後2時ごろ、捕虜の中心格であった金沢、小島、豊島の三名に通達した。移送者のリストをその場で直接見せ、豊島が懸念を示したとも、兵士の分離を敢えて伏せていたが警備兵の一人が口を滑らし、それを豊島が数時間後に確認して発覚したたともされる。日本兵にとって、下士官と兵の信頼関係は厚く結ばれたものであるという理論に基づき、全体一緒の移送ならば良いが、分離しての移管を受け入れることができない日本兵は、それを契機として捕虜収容所からの脱走を計画することになる。
事件後、金沢は13日の査問会議にて、脱走の目的を「日本人として虜囚の恥を偲び難く、常に死の機会を求め来るとき、分離問題は我らの死の時期到来とし、1104名が一様に決着せる死の行動なり。」と述べている。すなわち、行動の本質は脱走ではなく、他力による死であった。
日本人捕虜は同日午後5時、事務所の幹部10名と班長40名を集めてミーティングを開き、要求を受け入れるか、反対して攻撃をするかの議論を行った。急に降ってわいた話ゆえ、名案が出ることもなく、多くは黙りこくり、腹の探り合いをしていた。高原によれば、中には「九死に得た一生だ。この命を大切にしたい。日本へ帰りたいし、肉親に会いたい。」といった発言をした者もいたが、誰も賛同する者はおらず、第26班長の森田健司一等兵によれば、やがて強硬派班長の下山が立ち上がり、「貴様らそれでも軍人か。非国民は俺が始末してやる」と喚き、それに星野新六一等飛行兵が同調、全員の痛いところを突かれたため場の空気が一変したという。以降数時間はほぼ両者がリードして出撃を力説、他の班長はほとんど無言だったという。ただし、両名とも新参者で本来発言権は低く、第14班長の大西治房軍曹は、小島と豊島が扇動したのではないかと推測している。一方、高原によれば豊島は会議直後、「下山のやつ、えらそうなことばかりいいおって。脱走しようとした事もないくせに」と愚痴をこぼしていたという。
最後にとある班長（中野は堂であると推測している）の提案で一旦会議を中止し、捕虜全員の多数決投票を行う事になった。この際、トイレットペーパーに移送受諾か否かを○×で行ったという。「脱走に非参加」と投票した者も少数いたが、結果として、移送計画へ協調しない、すなわち脱走することで決定した。当時の集団心理としてのけ者になる、目立つことへの恐怖の心理が投票に強く働いて、ほとんどが脱走に賛成したことを現生存者は証言している。戦後、中野不二男は生存者100人に対し、投票結果と本心はどうであったかのアンケート調査を行った。回答したのは36人であったが、うち投票・本心ともに○であったのは6人に過ぎず、投票・本心ともに×が10名、本心は×だが投票で○とした者が14人となった。無回答や事件後の反省感情も考慮して多少の割引はあれど、80パーセントが反対であった事になる。
班長会議で作成された作戦命令が各班に配られ、捕虜たちは準備を整えたのち、残飯で作ったどぶろくをあおった。作戦命令の作成者は不明だが、内容は機関銃座の奪取、その掩護下に鉄条網を突破して守備隊宿舎を制圧したのち裏手の丘に集結、以後の行動はその時点で決定する事、病弱者、歩行不能の者は事前に身を処置する事とした。

### 脱走の決行
1944年8月5日午前2時過ぎ程からの深夜帯に豊島の突撃ラッパを合図に、将校と入院者含め不参加者118人（一説では138人）を除く900名の日本兵は集団脱走を決行する。脱走時、携帯する事の出来た武器と言ったものは身近にあるフォーク・ナイフなどの金属製品、野球バットといったものに過ぎず、機関銃が配備されたオーストラリア警備兵に対抗できる状態では無かった。また、各自自決用の剃刀を持った。
決行前、作戦命令に従い、足の悪い者は次々と首をつって自殺した。また、第10班の安倍班長のように、豪州兵との戦闘を拒んで自殺する者もいた。
決行直前5分前、一人の捕虜がハットを飛び出し、何かを訴えながら門を乗り越えて来た。異常事態を悟った警備兵のアルフレッド・ロールズ一等兵は空に2発威嚇射撃を行った。それを見た豊島は「裏切者を殺せ！」と叫び、決行を繰り上げて合図の突撃ラッパを吹いた。

オーストラリアの歴史家Gavin Longによれば「午前2時頃、一人の日本人(豊島)がキャンプの門へ走り、警備に叫んだ後、ラッパを吹いた。これに対して警備兵は警告射撃を行った。続いて『バンザイ』を叫びながら、毛布をかぶり網を通り抜けようとした3人の日本人（それぞれが北・西・南側で行動）に発砲した。日本人捕虜は、ナイフ、フォーク、釘やフックを打ち込んだ野球バットなどで武装していた」。
ほとんどの警備兵は就寝していたが、発砲の後に非常召集されて配置に付いた。日本人捕虜はBブロックの建物に放火。約200名が収容所北西部から、約200名が北部から、約300名が東部からそれぞれ脱走を試みた。
当時の警備兵は、「日本人は何を考えているのか分からなかった。野球、相撲などのレクリエーションの自由もあったし、日本人は魚を食べるので、（オーストラリア人とは別に、特別に）魚を食事で支給されていた。脱走時の夜は田舎の満月で、とても明るく、人の影がよく見えた上に、わざわざ明るくなるように建物に放火をしたので、付近の様子が昼のように目視できた」と証言している。捕虜たちは西部銃座に押し寄せ、機銃掃射を行っていたベンジャミン・ハーディー一等兵を撲殺し心得のある陸兵が取りついたが、ハーディーが直前にボルトを抜いて投げ捨てていたため作動しなかった。
収容所敷地外へかろうじて脱出した者のうち、約70名は命令通り丘の上に集結したが、どこかに脱出できるあてもなく、夜明け後に帰順した。前田、金田弘（第13班副班長）ら残り33名は逃走を続け、豪州の農村を逃げ回った。中には民家の前に来て立っていた川口進ら3人の捕虜に、牧場主の妻が『もうすぐお菓子が焼けるから食べて行きなさい』と迎え入れ、紅茶とスコーンを振る舞う交流もあった。しかし多くの住民は捕虜を警戒して武装し、射殺するケースもあった。金田も武装した住民によって3日目に逮捕された。一方、豪州軍も陸軍訓練所生徒隊を追撃に向かわせたが、夕方に向かわせ日没前に戻らせるという無理な命令の上、歩兵訓練基地司令官ミッチェル大佐は、新兵ゆえの経験不足で同士討ちとなる可能性や、日本によるオーストラリア兵捕虜への報復を恐れ銃剣以外の武器の携行を許さなかった。結果、士官1名が捕虜に撲殺されている。彼ら捕虜の多くは再び捕虜にならぬよう自殺した。また、怨恨からか、豪州兵による射殺もあったという。前田のように1週間もさまよう日本兵もいたが、最終的に敷地外での自殺者・他殺者25名を除き、8日目までに全員捕縛された。
死者数は235名（オーストラリア人4名、日本人231名）と多数の死傷者を出した。負傷者数は日本人108名（うち3名が重傷のため死亡）、オーストラリア人4名。なお将校キャンプでは参加者がいなかったが、田島拓自軍医少尉（偽名は藤田一郎大尉）が流れ弾を両腿に受け1，2時間後に死亡、参加しようとした及川晃海軍少尉も脚に負傷した。

## オーストラリア政府の反応
オーストラリア政府は、当初カウラ事件を極秘情報として公にはしなかった。事件当時は戦時中であり、日本政府に日本兵捕虜の多数の死を知られた場合、日本によるオーストラリア兵捕虜に対する危険の可能性を考慮した結果である。事件当日の朝7時のABCラジオと新聞での発表を許可したものの、捕虜の国籍と死者数を公表せず、8月6日に事態の収束を宣言した。9月9日、首相ジョン・カーティンは捕虜が日本人である事、死者が200名以上である事を発表した。

## 日本政府の反応
日本政府は、カウラ事件が起きたことを8月10日には国際赤十字を通じてベルン駐在の外交官与謝野秀より報告を受けていた。また、9月2日には軍事査問会報告書と捕虜の死亡者リストを豪州よりスイスを通して受け取っていたが、その詳細はカーティンの公式発表まで把握できなかった。しかし、日本政府は自国軍捕虜の存在自体を否定しており、戦時中に発表することは無かった。唯一、日本軍占領下東インドの放送局ラジオ・バタビアが豪州当局の公式発表翌日に「豪州兵が収容所にいた民間の日本人抑留者を虐殺した」と、捕虜であることを伏せ、豪州当局を「日本の民間人収容者の冷血殺人」と非難するプロパガンダ放送を行っていた。

## その後
カウラの日本人キャンプが焼失したため、同年8月末に下士官はマーチソン収容所に、兵はヘイ第8収容所に移送した。将校は翌年3月末にマーチソン収容所に移された。ヘイでは新団長の堂の手腕もあって決起の動きが起こる事はなかった。一方、マーチソンの下士官キャンプやカウラを知らないヘイ隣接の第7収容所では決起の動きが度々燻っていたが、穏健派が収容所管理側と結託して強硬派を抑え込んだ。マーチソンでは腫れ物に触る様な収容所側の対応もあって危険水域には達せず、やがて戦意の低下した末期の捕虜が加わると沈静化した。1946年3月に復員。引揚船で運ばれた。なお、事件後に捕虜として加わった者はマーチソンでは原田松藤次陸軍薬剤中佐と朝雲艦長の柴山一雄海軍中佐、ヘイ第8収容所では奥崎謙三がいる。
事件直後の8月7日、オールベリーに置かれた第6兵站小地域の指揮官フレデリック・クリスチソン大佐を議長として軍事査問会が開かれ、脱走に加わった捕虜7名を含む60名以上の証人が法廷で証言した。また、オーストラリア人監視兵4名と日本人捕虜234名の死因を明らかにする事を目的として民事検視査問会が、10月31日と12月11日から15日にかけて非公開で実施された。両査問会では、いずれも事件を計画的なものとして結論付けている。一方、非公開性に不満を持った赤十字側は堂と森木に独自の報告書を作成させ、事件を偶発的なものとして結論付けた。
1945年1月1日、金沢と後継団長の吉田広曹長が軍法会議で、事件当日のベンジャミン・ハーディー一等兵に対する殺人、および「正しい規律と秩序を乱した」罪に問われた。陳述では金沢のみならず、無関係とみられていた将校キャンプの西尾大尉も「将校は全員銃殺してくれ」と願い出た。困惑した豪州当局は同月25日の判決で吉田は無罪、金沢を後者の罪で有罪判決とし、重労働15か月の刑を科した。金沢はカウラで独房生活を過ごし、1946年3月に刑期を繰り上げられ、他の捕虜たちと共に大阪商船の復員船・第一大海丸に乗り込んだ。
事件前日の会議で気炎を上げた下山は、事件後生き残った事、同じ班の捕虜に投票させず全員○扱いで提出した事、足の悪い班員に自決を強要した事を他の捕虜に責められ、ヘイ移送前の8月9日に自決に追い込まれた。また、脱走に反対したストレスで精神を病み、復員を待たず自殺した捕虜もいた。

## 脱走計画はあったのか？
松本タケオの言う脱走計画は元捕虜の多くが否定しており、森田によれば当初そういう話も無かったわけではないが、安穏とした捕虜生活でほぼ形骸化していたとしている。また、武器とされるものも普段道具として使用していたもので、加工した突発的なものであったと思われる。一方で、7月中に3人の捕虜が意図的に規則違反の行動をとるなど、進行中の計画から離脱するかのような不審な動きがあったと記録されている。

## 戦後

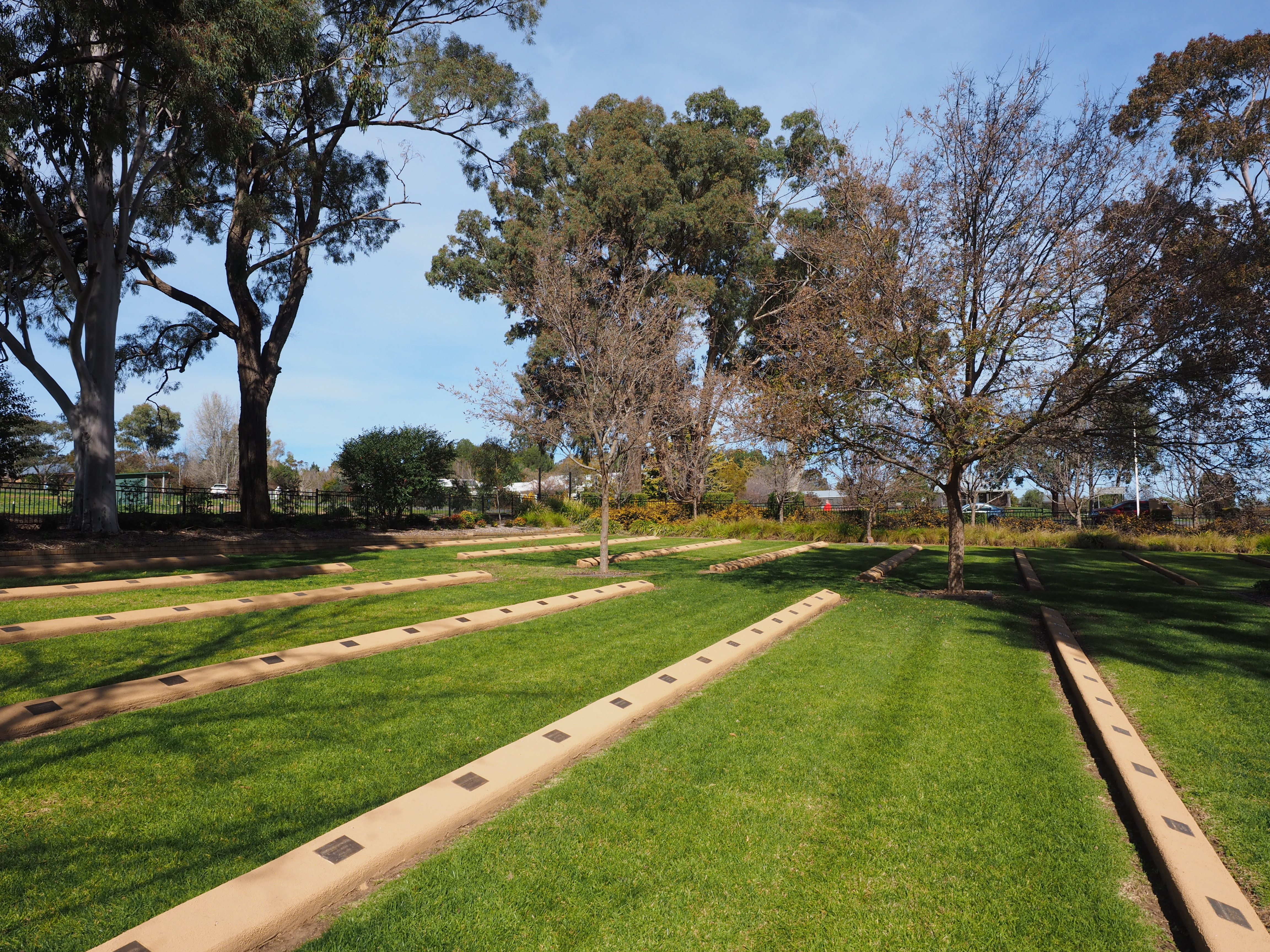
収容所跡地に作られた日本人戦死者墓地

1962年、収容所跡地にカウラ日本人戦死者墓地(Cowra Prisoner of War Camp)が建設され、カウラでの死者に加え豪州他地域での戦死者を加えた522柱が埋葬された。1963年にはオーストラリア政府の計らいによって、墓地は日本に譲渡され、日本国の国庫に帰属した（オーストラリア戦争墓地委員会の管理下にある）。関連するものとしてカウラ日本庭園(Cowra Japanese Garden)がある。この事件への追悼の意を込めて、Bellevue Hillに日本庭園が造園された。墓標の多くは偽名で、今なお身元不明の者が多い。堂と森木は密かに持ち帰った戦死者名簿をもとに厚生省の協力で本名の割り出し作業を行ったものの、一部遺族から「戦死公報のままにしてほしい」との抗議が上がったため、若干名を確認したところで中止した。なお、豊島も身元不明者の一人であったが、1981年に秦郁彦の調査で南忠男＝豊島一であると判明した。
1970年、教育映画製作者の高橋克雄監督(株式会社東中代表)・富美子夫妻が日本貿易振興機構(JETRO)の海外PR映画『オーストラリア・東経135度上の隣人』製作取材のためカウラを訪問、日本人墓地取材には前市長オリバーとカップス市長夫妻が正装して同行した。事件の戦死者（オーストラリア警備隊による機関銃掃射）が、広島師団出身者であることから、夫妻は広島の地酒を持参して墓に注ぎ、慟哭、撮影に苦慮した。墓地は映画に記録され、海外広報に使われた。高橋夫妻は、日本人墓地が完成してから初めてカウラ市に泊まってくれた日本人（市役所の言）として歓待を受け、その後長く、市長夫妻らとの交流が続いた。この取材実現には、当時の斉藤大使夫妻や木名瀬参事官が尽力し、日産が取材車を提供して長期取材に協力した。なお、高橋監督夫妻は1979年に、当時の皇太子明仁親王・同妃美智子に招かれて4人で懇談したが、その際、明仁親王はカウラ戦友会の代表者の名前をすらすらと口にしたという。
2004年8月、カウラ事件60周年式典が行われた。現在でも、毎年カウラでは慰霊祭が行われている。2006年11月には、聖路加国際病院名誉院長などを務める日野原重明が、カウラを訪れた。2014年の8月には、天台宗ハワイ開教総長荒了寛らが中心となり、超宗派による70周年の慰霊行事が行われた。

### 皇室のカウラ市訪問
1973年（昭和48年）、皇太子・皇太子妃時代の明仁上皇・上皇后美智子はオーストラリア、ニュージーランド両国を訪問。その際、カウラ市にも立ち寄り、日本人墓地で供花した。1992年（平成4年）には黒田清子（当時は清子内親王）、1995年（平成7年）には秋篠宮文仁親王夫妻が同じカウラ日本人墓地を訪れ供花している。

### 日豪交換留学生
オリバーは日豪親善と若者への期待を図るため、高校生の相互交流を提案した。これをもとに、1970年、カウラ高等学校と東京都武蔵野市の成蹊高等学校との間に、交換留学制度が発足した。双方から一人ずつ一年間、ホームステイするこの制度は、2010年には40周年を迎え、両校の代表が相互訪問をするなどした。脚本家の故如月小春はこの制度でカウラ高校に留学している。2003年より夏季短期の訪問も行なわれている。2020年には交換留学制度開始50周年を迎える。

### 直江津市との交流
1988年、T・グリン神父がオーストラリア元捕虜兵と一緒に、捕虜収容所のあった新潟県直江津市を訪問し、故人をしのぶ銘版を寄託。事件以降毎年、慰霊祭が行われていることを、日本人に初めて知られることになった。1995年10月8日には、直江津捕虜収容所事件の被害者を悼む直江津・平和記念公園が開設した。

## ダーウィン市
ダーウィンでの戦没者墓地には、オーストラリア人・日本人墓地が整えられている。日本人墓地には、それぞれに名前が彫られた個別の墓石が整えられている。

## 映像作品
ドキュメンタリー映画
- 『カウラは忘れない』（2021年、日本）
  - 監督：満田康弘

映画
- 『WAR OF THE SUN カウラ事件―太陽への脱出』 Broken Sun（2008年、オーストラリア）
  - 監督：ブラッド・ヘインズ
  - 脚本：ダクレ・ティムズ
  - 撮影：アンソニー・ジェニングス
  - 音楽：マッテオ・ジンガレス
  - 編集：ヘイリー・レイク
  - 出演：ジェイ・コートラエ、宇佐美慎吾、原健太郎、橋本邦彦、イアン・スパーク、マーティン・トーマスほか

テレビドラマ
- 『カウラ大脱走』 Cowra Breakout（1984年）：オーストラリア製作のテレビミニシリーズ。288分。
  - 監督：クリス・ヌーナン、フィリップ・ノイス
  - 製作：ジョージ・ミラー、テリー・ヘイズ、ダグ・ミッチェル
  - 脚本：マーガレット・ケリー、クリス・ヌーナン、フィリップ・ノイス
  - 撮影：ジェフ・バートン
  - 音楽：ウィリアム・モツィング
  - 出演：アラン・デヴィッド・リー、石田純一、サイモン・チルヴァース、メイ・ハウレット、トレイシー・マン、磯村建治、マックス・カレンほか

- 『あの日、僕らの命はトイレットペーパーよりも軽かった〜カウラ捕虜収容所からの大脱走〜』（2008年7月8日、日本テレビ）
  - 脚本:中園ミホ
  - 出演:小泉孝太郎、大泉洋、阿部サダヲ、戸田菜穂、加藤あい、山﨑努ほか

テレビ番組
- 『初めて戦争を知った - 若者たちの旅(2)生きて虜囚の辱めを受けず - オーストラリア・カウラ事件』（1993年、NHKエンタープライズ）

## 学位論文
- 博士論文『カウラ事件(1944年)の研究 : 捕虜の日々を生きた日本兵たちの「日常」からの再考察』 山田真美 （2014年）お茶の水女子大学